# Dywizja Zapasowa C
Dywizja Zapasowa C (niem. Feldersatz-Division C) – jedna z niemieckich dywizji zapasowych. 
Utworzona w sierpniu 1941 roku w IX Okręgu Wojskowym do nadzorowania transportu wojsk z Niemiec na froncie wschodnim. W grudniu 1941 lub styczniu 1942 roku rozwiązana. Ponownie sformowana w tym samym roku i rozwiązana na przełomie 1942/1943 roku. 
Dowódca
- generał major Rudolf Habenicht

Skład w 1941
- Pułk Zapasowy C/1 (Feldersatz-Regiment C/1)
- Pułk Zapasowy C/2 (Feldersatz-Regiment C/2)
- Pułk Zapasowy C/3 (Feldersatz-Regiment C/3)
- Pułk Zapasowy C/4 (Feldersatz-Regiment C/4)
- Pułk Zapasowy C/5 (Feldersatz-Regiment C/5)

Skład w 1942
- identyczny jak w 1941.